# Ерна Солберг
Ерна Солберг (на норвежки: Erna Solberg) е норвежки държавник, политик и лидер на партията Десница от 2004 година.

## Биография
Родена е на 24 февруари 1961 г. в гр. Берген, Норвегия. Солберг за първи път е избрана за член на Стортингет през 1989 г. и изпълнява функциите на министър на местното самоуправление и регионалното развитие във втория кабинет на Бондевик от 2001 до 2005 г. По време на мандата си тя контролира затягането на имиграционната политика и подготовката на предложена реформа на административните деления на Норвегия. След изборите през 2005 г. тя председателства парламентарната група на Консервативната партия до 2013 г. Солберг подчертава социалната и идеологическа основа на консервативните политики, въпреки че партията става видимо по-прагматична. След като печели изборите през септември 2013 г., тя става 28-ият министър-председател на Норвегия и втората жена, която заема поста след Гро Харлем Брюндланд. Кабинетът на Солберг, често неофициално наричан „синьо-син кабинет“, е двупартийно правителство на малцинството, състоящо се от Консервативната партия и партията „Прогрес“. Кабинетът установява формализирано сътрудничество с Либералната партия и Християндемократическата партия в норвежкия парламент. Правителството бе преизбрано на изборите през 2017 г. и бе разширено, за да бъде включена и Либералната партия през януари 2018 г. Тази разширена коалиция на малцинствата неофициално се нарича „синьо-зелен кабинет“. През май 2018 г. Солберг изпреварва Коре Вилок и става най-дълго управлявалият министър-председател на Норвегия.

## Семейство
Ерна Солберг е омъжена от 1996 г. за Синдре Финес. Има две дъщери.